# Música en espera
Música en espera es una película argentina protagonizada por Natalia Oreiro y Diego Peretti. Fue estrenada el 19 de marzo del año 2009, y fue el filme más visto en Argentina en su semana de estreno.

## Trama
La historia comienza con el músico Ezequiel Font (Diego Peretti), que tiene unos pocos días para diseñar una banda de sonido para una película, pero sin conseguir inspiración. Su situación se complica por tener deudas bancarias, que sólo podría pagar si lograra colocar una obra suya en la película. Debido a esto habla con el banco, que lo pasa de interno en interno, cada uno con su propia música de espera. Al escuchar el de la subgerente Paula decide que es lo que buscaba, pero al oírlo tan brevemente no pudo fijarlo. 
Por su parte, Paula Otero (Natalia Oreiro) es una mujer embarazada de nueve meses, a quien su pareja Santiago (que no aparece en la película) abandonó poco después de dejarla embarazada. La madre de Paula, Juana, (Norma Aleandro) llega inesperadamente de España para conocer a Santiago, aunque Paula siempre procuró ocultarle que este la había dejado. 
Ezequiel se presenta en el banco para refinanciar su deuda, y aprovecha para presentarse en el despacho de Paula y pedirle oír la música de espera de su interno. Pero no era la que él buscaba, ya que las mismas se reasignan automáticamente. Al terminar su entrevista comienza a recorrer disimuladamente las diversas oficinas, levantando los teléfonos desocupados de cada una para comprobar sus músicas de espera; pero dicha actividad es detectada por los agentes de seguridad del edificio. Al confrontarlo este alega estar buscando la oficina de Paula y que se habría perdido, por lo que lo escoltan de regreso allí. Al mismo tiempo llegaba la madre de Paula a su oficina, por lo que aprovecha la nueva aparición de Ezequiel para afirmar que él es su novio Santiago. 
Luego de conocer sus necesidades mutuas, negocian que Ezequiel se haría pasar por Santiago por un par de días, y luego fingir que debe viajar a Sídney, y a cambio ella lo ayudaría a localizar la canción que buscaba. Tienen una cena afuera de la oficina y un encuentro en el departamento de Paula, tras lo cual este llama al otro día y Paula lo deriva brevemente a cada interno, mientras busca la melodía; pero en medio del proceso Ezequiel agota su crédito telefónico. Como alternativa, Paula lo lleva a la oficina el otro día y le indica la combinación de teclas requeridas para revisar las músicas de espera disponibles, pero el proceso es interrumpido cuando llegan empleados de la empresa telefónica a cambiar el mecanismo principal. Los siguen a donde lo dejan y se infiltran al lugar para revisar las melodías del aparato; pero el proceso es nuevamente interrumpido cuando Paula comienza a tener contracciones, por lo que Ezequiel abandona la tarea y la lleva al hospital. 
Allí nace el bebé, a quien llaman «Sebastián», y Paula decide contarle a su madre la verdad sobre Santiago y Ezequiel. Ezequiel encuentra finalmente la inspiración que buscaba al ver un colgante con el nombre «Seba», que interpreta musicalmente, y así compone la canción para la película. Ezequiel y Paula se enamoran tras los acontecimientos ocurridos.

## Elenco
- Diego Peretti como Ezequiel Font
- Natalia Oreiro como Paula Otero
- Carlos Bermejo como Isidoro Goldberg
- Norma Aleandro como Juana
- Pilar Gamboa como Viviana
- Rafael Ferro como Nicolás
- Rafael Spregelburd como Acosta
- Atilio Pozzobón como Remisero
- Luz Cipriota como Mujer film
- María Ucedo como Mariana
- Marcos Woinski como Bengoa
- Alejandro Hener como Mendizábal
- Elvira Villariño como Mirta